# Tim Unwin

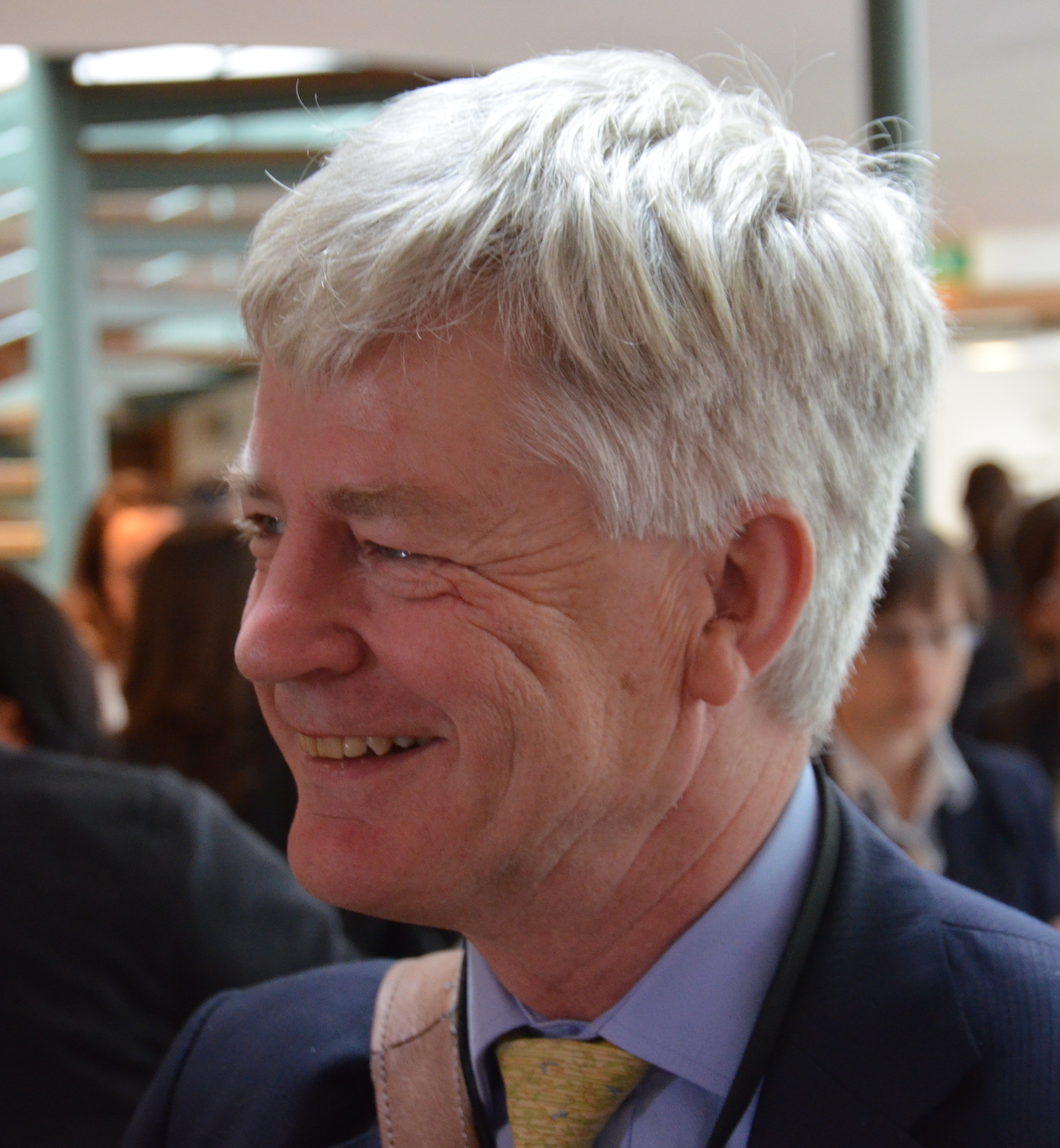
Tim Unwin

Tim Unwin (* 1955) ist ein britischer Geograph. Er war Generalsekretär der Commonwealth Telecommunications Organisation (CTO), Vorsitzender der Commonwealth Scholarship Commission Großbritanniens, Emeritus für Geographie und Vorsitzender der Informations- und Kommunikationstechnik (ICT4D) der UNESCO am Royal Holloway der Universität London.

## Bücher
- T. Unwin (2017) Reclaiming ICT4D, Oxford: Oxford University Press.
- T. Unwin (ed.) (2009) ICT4D, Cambridge: Cambridge University Press (Chapter 1 and Index on Amazon)
- T. Spek und T. Unwin (eds) (2003) European Landscapes: from Mountain to Sea, Tartu: Huma
- T. Unwin (ed.) (1998) A European Geography, London: Addison Wesley Longman
- L. Owen und T. Unwin (eds) (1997) Environmental Management: Readings and Case Studies, Oxford: Blackwell
- T. Unwin (ed.) (1994) Atlas of World Development, Chichester: Wiley
- T. Unwin (1992) The Place of Geography, Harlow: Longman
- T. Unwin (1991) Wine and the Vine: an Historical Geography of Viticulture and the Wine Trade, London: Routledg